# FA Charity Shield 1965
Lo FA Charity Shield 1965, noto in italiano anche come Supercoppa d'Inghilterra 1965, è stata la 43ª edizione della Supercoppa d'Inghilterra.
Si è svolto il 14 agosto 1965 all'Old Trafford di Manchester tra il Manchester United, vincitore della First Division 1964-1965, e il Liverpool, vincitore della FA Cup 1964-1965.
Il titolo, per la quinta volta nella sua storia, è stato condiviso tra le due squadre, che hanno pareggiato la gara per 2-2.

## Partecipanti
| Squadre        | Qualificazione                           | Partecipazioni precedenti (il grassetto indica la vittoria) |
| -------------- | ---------------------------------------- | ----------------------------------------------------------- |
| Manchester Utd | Vincitore della First Division 1964-1965 | 7 (1908, 1911, 1948, 1952, 1956, 1957, 1963)                |
| Liverpool      | Vincitore della FA Cup 1964-1965         | 2 (1922, 1964)                                              |

## Tabellino
| Arbitro: | Jim Finney |

|                   |           |                         |
| Best 28’ Herd 81’ | Marcatori | 38’ Stevenson 86’ Yeats |

| Manchester United | Liverpool |

### Formazioni
| Manchester Utd: |    |                   |  |          |
|                 |    |                   |  |          |
| P               | 1  | Pat Dunne         |  |          |
| D               | 2  | Shay Brennan      |  |          |
| D               | 5  | Noel Cantwell (c) |  |          |
| D               | 3  | Tony Dunne        |  |          |
| C               | 4  | Pat Crerand       |  |          |
| C               | 6  | Nobby Stiles      |  |          |
| C               | 7  | George Best       |  | Uscita   |
| C               | 8  | Bobby Charlton    |  |          |
| C               | 11 | John Aston        |  |          |
| A               | 9  | David Herd        |  |          |
| A               | 10 | Denis Law         |  |          |
| Sostituzioni:   |    |                   |  |          |
| C               | 12 | William Anderson  |  | Ingresso |
| Allenatore:     |    |                   |  |          |
| Matt Busby      |    |                   |  |          |

| Liverpool:   |    |                  |
|              |    |                  |
| P            | 1  | Tommy Lawrence   |
| D            | 2  | Chris Lawler     |
| D            | 10 | Tommy Smith      |
| D            | 5  | Ron Yeats        |
| D            | 3  | Gerry Byrne      |
| C            | 7  | Ian Callaghan    |
| C            | 4  | Gordon Milne     |
| C            | 6  | Willie Stevenson |
| C            | 11 | Geoff Strong     |
| A            | 8  | Roger Hunt       |
| A            | 9  | Ian St. John     |
| Allenatore:  |    |                  |
| Bill Shankly |    |                  |